# Drápa
Die Drápa (pl. drápur „Lied mit eingeschlossenen Refrains“) ist die Hauptform des hochmittelalterlichen, höfisch-skaldischen Preislieds in der Altnordischen Literatur.
Die Geschichte der Drápa in ihren Vorformen geht zurück bis ins 9. Jahrhundert und ist unter anderem in Bragis Ragnarsdrápa belegt. Über die Mittelstufe der Erfidrápa, einem Gedenklied für Verstorbene, entwickelte sich die strenge, klassische und poetologisch anspruchsvolle Drápa als Folie zur Komponierung von Dichtungen zur Preisung des Adels, besonders der norwegischen Könige. In der religiösen Dichtung zur Preisung von Kirchenheiligen wie beispielsweise die Ólafsdrápa für den Heiligen Olaf wurde die Drápa bis in die Zeit der Reformation verwendet.

## Aufbau und Stil
Die Dichtungen der Drápur sind hauptsächlich im Versmaß des Dróttkvætts abgefasst, ihr Aufbau gliedert sich in mehreren Strophen in:
- eine Einleitung (Upphaf),
- einen Mittel- beziehungsweise Hauptteil (Stefjabálkr), der wiederum aus mehreren Teilen bestehen kann,
- einen Schlussteil (Slœmr).

Diese Struktur wird durch Refrainzeilen (Stef) gekennzeichnet. Die Stef sind meist zweizeilig ausgelegt, können jedoch bis zu vier Zeilen Umfang haben, also Strophencharakter zeigen. Der Stef kann noch feiner ausgearbeitet sein und über das Gesamte aufgeteilt an Halbstrophen gefügt erscheinen und als Variabeln den gewollt artifiziellen Effekt des Stücks erzielen. In diesen Refrainzeilen und Strophen wird das Thema beziehungsweise die zentrale Aussage rezitativ betont.
Durch die fragmentierte Überlieferung, da so gut wie keine Drápa (wie nordische Preislieder allgemein) vollständig und zusammenhängend überliefert ist, sind Aussagen zum Aufbau der Drápa allgemein gefasst (isolierte Teile als Einschub in Prosatexten der Sagaliteratur, Einzigbelegung in Snorris Skáldatal resp. Skáldskaparmál, mögliche Binnengliederungen des Stefjubálkr durch den Stef für einzelne Strophen). In konkreten Einzelstücken kann eine Drápa durch den ihnen eigenen besonderen Typus Abweichungen zeigen. Gründe dafür können bereits bei den einfachen Drápur im Anlass liegen, der zur Dichtung des Stücks motivierte. Die biographische Drápa beispielsweise gewichtet anders als die, die den Verlauf einer Schlacht oder die Vita/Taten eines Heiligen thematisiert.
Die Kenning ist ein wesentliches Stilmittel wie in der übrigen altnordischen Dichtung (Preislieder der Edda), die hingegen in den Drápur eigenen Preischarakter in sich entwickelt zeigen können.
Die häufigste Form der klassischen Drápa ist der Typ der Herrscherpreisung, wobei biographisch einzelne Stationen des Protagonisten von den Jugendtaten, über Erfolge zur Machterlangung und -erhaltung bis zur Gegenwart aufgezählt werden. Die fragmentarisch neunstrophig erhaltene Glymdrápa des Þorbjörn hornklofi für Haraldr hárfagri und die umfangreichere in siebenunddreißig Strophen überlieferte Vellekla des Einarr Skálaglamm für Hákon Jarl sind nach Edith Marold Beispiele für diesen Typ.